# Louis Vautrey
Louis Vautrey (* 22. Juni 1829 in Pruntrut; † 5. Mai 1886 in Delsberg) war ein römisch-katholischer Geistlicher und Historiker.

## Leben
Louis Vautrey war der Sohn von Joseph-François Vautrey (1782–1838), Politiker und dessen Ehefrau Constance, Tochter des Joseph Aloys Joliat, ehemaliger Unterpräfekt von Altkirch.
Er besuchte das humanistische Gymnasium in Paris und anschliessend das Priesterseminar in Langres und Solothurn; 1852 erfolgte seine Priesterweihe.
Louis Vautrey war als Lehrer an einem Pensionat und von 1851 bis 1858 am Gymnasium in Pruntrut tätig. 1859 wurde er Vikar in Pruntrut, bis er 1863 Verwalter und danach Pfarrer und Dekan von Delsberg wurde. Er war der Initiator der Krönungsfeierlichkeiten 1869, als die Madonna aus dem 16. Jahrhundert, die in der Chapelle du Vorbourg bei Delsberg steht, gekrönt wurde.
Während des Kulturkampfes organisierte er den Protest gegen die Entlassung des Bischofs Eugène Lachat und verfasste ein Schreiben, das von allen Priestern des Kanton Jura unterschrieben wurde, hierauf enthob ihn die Berner Regierung seines Amtes und er ging von 1873 bis 1875 nach Paris ins Exil. Nach seiner Rückkehr war er Generalvikar des Bischofs Eugène Lachat, aber ohne diesen Titel zu tragen.
Er beschäftigte sich als Historiker mit der jurassischen Geschichte und vollendete 1867 den 5. Band der Monuments de l'histoire de l'ancien Evêché de Bâle von Joseph Trouillat (1815–1863).

## Ehrungen
In Delsberg ist die Strasse Rue Louis-Vautrey 1944 nach Louis Vautrey benannt worden.

## Trivia
Seit 2007 organisieren die Einwohner von Delsberg rund um die Rue Louis-Vautrey jeden Sommer um den 22. Juni, den Geburtstag von Louis Vautrey, eine Nachbarschaftsparty mit dem Namen Fête à Louis.

## Schriften (Auswahl)
- Rapport de la commission catholique au Département de l'éducation de la République de Berne: sur la demande d'une section catholique. Berne: L.A. Haller, 1835.
- Eugène Lachat; Louis Vautrey: Missale romanum. Pragae: Theophili Haase, 1845.
- Joseph Trouillat; Louis Vautrey: Monuments de l'histoire de l'ancien évêché de Bale : recueillis et publiés par ordre du Conseil-exécutif de la République de Berne. Porrentruy: V. Michel, 1852–1867.
- Louis Vautrey; Joseph Trouillat: Etat de l'Ancien Evêché de Bâle dressé par ordre de Frédéric Ze Rein, Evêque de Bâle en 1441, avec le pouillé et une carte de l'ancien diocèse et un fac simile du manuscrit. Porrentruy: Impr. de J. Gürtler, 1866.
- Joseph Trouillat; Louis Vautrey: Liber marcarum veteris episcopatus Basileensis: état de l'ancien évêché de Bâle dressé par ordre de Frédéric Ze Rein en 1441 avec le Pouillé et une carte de l'ancien diocèse et un fac-simile du manuscrit. Porrentruy: J. Gürtler, 1866.
- Histoire de Porrentruy. Delémont: Impr. typographique L. Feune; Porrentruy: Impr. typographique de J. Gürtler, 1868–1878.
- Histoire du Collége de Porrentruy (1590-1865). Porrentruy: Editions de Faubourg, 1985.